# Суперкубок Ісландії з футболу 1977
Суперкубок Ісландії з футболу 1977 — 9-й розіграш турніру. Матчі відбувалися навесні 1977 року між трьома найсильнішими командами Ісландії сезону 1976. Суперкубок Ісландії здобув «Валюр».
| Володар Суперкубка Ісландії 1977 |
| -------------------------------- |
|                                  |
| Валюр Перший титул               |

## Формат
У турнірі взяли участь три найкращі команди Ісландії сезону 1976:
- Чемпіон та володар Кубка Ісландії  — «Валюр»
- Віце-чемпіон Ісландії — «Фрам»
- Бронзовий призер чемпіонату Ісландії — «Акранес»

## Турнірна таблиця
| М  | Команда | І | В | Н | П | МЗ | МП | РМ | О |
| -- | ------- | - | - | - | - | -- | -- | -- | - |
| 1. | Валюр   | 4 | 3 | 1 | 0 | 7  | 2  | +5 | 7 |
| 2. | Фрам    | 4 | 1 | 1 | 2 | 5  | 5  | 0  | 3 |
| 3. | Акранес | 4 | 0 | 2 | 2 | 3  | 8  | −5 | 2 |

## Результати
| Команда | ВАЛ | ФРА | АКР |
| ------- | --- | --- | --- |
| Валюр   |     | 2:1 | 3:0 |
| Фрам    | 0:1 |     | 2:2 |
| Акранес | 1:1 | 0:2 |     |